# Fatih Birol
Fatih Birol (nascido em 22 de março de 1958, em Ancara) é um economista turco e especialista em energia, que tem servido como Director Executivo da Agência Internacional de Energia (AIE) desde 1 de setembro de 2015. Durante o seu tempo no comando da AIE, ele tomou uma série de medidas para modernizar a organização internacional com sede em Paris, incluindo o fortalecimento dos laços com economias emergentes como a Índia e a China e intensificando o trabalho na transição para energia limpa e os esforços internacionais para atingir as metas de emissões líquidas zero.
Birol estava na lista Time 100 das pessoas mais influentes do mundo em 2021, foi nomeado pela revista Forbes entre as pessoas mais influentes no cenário energético mundial e foi reconhecido pelo Financial Times em 2017 como Energy Personality of the Year. Birol é o presidente do Conselho Consultivo de Energia do Fórum Económico Mundial (Davos). Ele é também um colaborador frequente da mídia impressa e electrónica e faz vários discursos todos os anos nas principais conferências internacionais.

## Outras actividades
- Africa Europe Foundation (AEF), Membro do Grupo de Alto Nível de Personalidades sobre as Relações África-Europa (desde 2020)[7]

## Honras e medalhas
| Prêmio ou decoração                                                              | País     | Encontro               | Lugar     | Observação | Ref.         |
| -------------------------------------------------------------------------------- | -------- | ---------------------- | --------- | ---------- | ------------ |
| Medalha de Serviços Excepcionais do Ministério das Relações Extwernas da Turquia | Turquia  | 1 de outubro de 2005   | Paris     |            | [ 8 ]        |
| Ordem das Palmes Académiques                                                     | França   | 1 de outubro de 2006   | Paris     |            | [ 9 ]        |
| Condecoração de Honra por Serviços à República da Áustria                        | Áustria  | 1 de março de 2007     | Viena     |            | [ 9 ]        |
| Ordem de Mérito de Primeira Classe da República Federal da Alemanha              | Alemanha | 19 de novembro de 2009 | Berlim    |            | [ 9 ]        |
| Oficial da Ordem do Mérito da República Italiana                                 | Itália   | 14 de junho de 2012    | Paris     |            | [ 9 ]        |
| Ordem de Primeira Classe da Estrela Polar                                        | Suécia   | 11 de dezembro de 2013 | Estocolmo |            | [ 9 ] [ 10 ] |
| Ordem de Primeira Classe do Sol Nascente                                         | Japão    | 30 de janeiro de 2014  | Paris     |            | [ 9 ] [ 11 ] |
| Cavaleiro da Legião de Honra                                                     | França   | 1 de janeiro de 2022   | Paris     |            | [ 9 ] [ 12 ] |